# Angaria lilianae
Angaria lilianae is een slakkensoort uit de familie van de Angariidae. De wetenschappelijke naam van de soort werd voor het eerst geldig gepubliceerd in 2000 door K. Monsecour en D. Monsecour.